# Ist ja irre – Alarm im Gruselschloß
Ist ja irre – Alarm im Gruselschloß (Originaltitel: Carry On Screaming!) ist der 12. Film aus der Carry-On-Filmreihe.

## Inhalt
Im viktorianischen England haben Albert Potter und Doris Mann Abends ein Date im Wald von Hocombe. Doris hat das ungute Gefühl, als würde ihnen jemand aus dem Gebüsch zuschauen. Während Potter nach dem Tyrannen sucht, zerrt Oddbod, eine werwolfähnlich deformierte Kreatur Doris weg. Dabei verliert es einen seiner haarigen, krallenbewehrten Finger, den Potter findet und mit dem er zur Polizeiwache eilt. Da es sich um das sechste vermisste Mädchen in diesem Wald handelt, ruft Polizeipräsident Slobothan sofort seinen Chef, Detective Sergeant Sidney Bung an, der Finger zur Analyse an das Polizeilabor schickt.
Die drei Männer fahren zum Tatort und klingeln beim nahegelegenen Wohltätigkeitsheim „Wait Your Turn“, um Informationen zu erhalten. Die Tür öffnet Sockett, der verstörend wirkende Butler und erklärt, dass der Hausherr seit 15 Jahren tot sei, er ihn aber auf Wunsch der Herren aufwecken werde. Die Dame des Hauses, Valeria, ist ein verführerisch weiblicher Vampir, weckt ihren Bruder vorzeitig, indem sie ihm im Keller einen Elektroschock verabreicht. Orlando Watt macht sich Sorgen, weil er noch nicht ganz bei Kräften ist. Trotzdem geht er zur Polizei und spricht mit den Männern, um deren Verdacht zu zerstreuen. Unglücklicherweise gehen seine Reserven zu Ende, er wird ohnmächtig und beginnt zu verschwinden. Potter verbindet ihn schnell mit einem Kabel aus der Steckdose und Dr. Watt taucht wieder auf und erwacht zum Leben. Potter und die beiden Polizisten sind zu Tode erschrocken und fliehen aus dem Haus. Unten im Keller wird derweil Sockett einer elektrischen Behandlung unterzogen, sodass seinen Finger wieder nachwächst.
Im Polizeilabor hat der Wissenschaftler Dr. Fettle den haarigen Finger untersucht und meint, er könne möglicherweise von einer ausgestorbenen Hominidenart abstammen. Als er den Finger für die Altersbestimmung einer elektrischen Stimulation ausgesetzt, entwickelt sich aus dem Finger eine zweite Kreatur. Oddbod Junior tötet sogleich den Doktor und flieht aus dem Labor.
Im Watt House „synthetisieren“ Orlando und Valeria die entführten Mädchen und machen Plastikpuppen aus ihnen und verkaufen sie an örtliche Modegeschäfte als lebensechte Schaufensterpuppen. Auch Doris wirdt in eine Kiste verpack versendet. Währenddessen trifft Oddbod Junior im Watt House ein. Da die Watts nicht wissen, wer diese Kreatur erschaffen hat, befürchten sie, dass dies ihre Konkurrenten auf dem Markt waren. Die Spekulationen werden durch die Ankunft von Sergeant Bung unterbrochen, der sogleich von Valeria verführt wird. Da seine Ehe nicht sehr glücklich ist, lässt er es willig geschehen.
Am nächsten Tag entdeckt Potter in einem örtlichen Damenbekleidungsgeschäft eine Schaufensterpuppe, die genauso aussieht wie Doris. Die Polizei wird gerufen, kann aber die Identität nicht beweisen, da sie kein Muttermal an der Puppe findet, nur ein Etikett mit der Aufschrift „Made in England“. Währenddessen wird im Keller des Watt-Hauses schon das nächste entführte Mädchen synthetisiert. Sergeant Bung erscheint erneut im Watt-Hause und während er im Büro wartet, findet er eine „Made in England“-Etikett. Er wird misstrauisch, doch Valeria verabreicht ihm einen Zaubertrank, sodass er sich am nächsten Morgens an nichts erinnern kann. Bungs Verdacht gegen das Watt-Haus erhärtet sich, als erneut ein Mädchen verschwindet, am Tatort ein haariges Ohr zurückbleibt und die Fußspuren zum Haus der Watts führen. Potter und Sergeant Bung kontaktieren Valeria und befürchten, dass das frauenraubende Monster in das Haus einbrechen und Valeria in große Gefahr bringen könnte. Die verführerische Valeria überredet sie beiden, die Nacht im Haus zu verbringen, um sie beschützen zu können. Während ein Gewitter aufzieht und es in der Nacht stürmt und blitzt, lässt Valeria im Gästezimmer eine Giftschlange frei und hetzt, als das fehlschlägt, die beiden Oddbods auf die Polizisten. Die flüchten in den Keller und finden hier die Puppen. Durch einen versehentlich ausgelösten Stromschlag wird Doris, die von den Watts aus dem Kaufhaus zurückgeholt wurde, wieder in einen lebenden Menschen verwandelt. Derweil greifen die Oddbods an, doch ein Blitzschlag erweckt die Mumie von König Rubaiti zum Leben und die Monster kommen beide um. Am Ende können die entführten Frauen wieder in ihre menschliche Gestalt zurückverwandelt werden. Lediglich Bung will seine Frau nicht wieder zurück, sondern will mit Valeria zusammenleben, in die er sich verliebt hat.

## Bemerkungen
- Ist ja irre – Alarm im Gruselschloß parodiert diverse Grusel- und Horrorfilme, unter anderem Dr. Jekyll und Mr. Hyde, Frankenstein, Dracula, Das Geheimnis des Wachsfigurenkabinetts, Der Golem, Phantom der Oper und Der Wolfsmensch. Als Rahmen dient eine Ermittlung im Stile von Sherlock Holmes und Dr. Watson. Vor allem in England ist dieser Film außerordentlich beliebt und gilt als Klassiker des britischen Films.
- Die Besetzung ist in diesem Teil der Serie nahezu identisch mit der des Films Ist ja irre – In der Wüste fließt kein Wasser. In beiden wird Sidney James durch einen anderen Star ersetzt, hier ist es Harry H. Corbett.
- Der Film ist der letzte der Reihe, der von der Firma Anglo-Amalgamated Productions produziert wurde, danach wurden alle Filme bei The Rank Organisation produziert.
- Das Auto, das Bung im Film fährt, ist ein Brushmobile aus dem Jahr 1904. Insgesamt wurden nur sechs von ihnen hergestellt. Immer wenn das Auto im Film benutzt wurde, erklingt die Titelmelodie der Fernsehserie Z-Cars (1962).
- Das Toilettenhäuschen von Dan Dann befand sich am Südeingang der Pinewood Studios. Bei dem „Gruselschloss“ von Dr. Watt handelt es sich um Fulmer Grange. Dieses Haus befindet sich in unmittelbarer Nachbarschaft der Pinewood Studios.[1]

## Kritiken
„Alte und gelegentlich neue Gags unter anderem über die Frage, wie man aus jungen Frauen Schaufensterpuppen macht; die Kumulation zahlloser Klischees des Genres ermüdet.“
Das Lexikon des internationalen Films schrieb: „Klamauk mit gelegentlichen Ansätzen zur Horrorfilm-Parodie.“ – 